# Diplosoma multitestis
Diplosoma multitestis is een zakpijpensoort uit de familie van de Didemnidae. De wetenschappelijke naam van de soort werd in 1996 voor het eerst geldig gepubliceerd door Claude en Françoise Monniot.